# La Photo (film)
Pour les articles homonymes, voir La Photo.
Pour plus de détails, voir Fiche technique et Distribution.
La Photo (Η Φωτογραφία, I fotografia) est un film franco-grec réalisé par Nikos Papatakis et sorti en 1986.

## Synopsis
En Grèce, sous la dictature des colonels, le jeune Ilyas, fourreur de son métier, ne trouve pas d'emploi à cause d'une filiation communiste. Il se réfugie en France où il est accueilli par un cousin quadragénaire, Gerassimos, établi comme fourreur à Paris. Ilyas détient un secret concernant son cousin : l'argent que ce dernier envoie régulièrement en Grèce via un intermédiaire à l'intention de ses parents est une escroquerie, car ceux-ci sont décédés depuis longtemps. En outre, l'hébergement et le travail procurés par son cousin ne lui suffisant pas, Ilyas use d'un stratagème pour obtenir toujours plus de confort : il lui fait croire que la jolie fille sur la photo qu'il cache dans son portefeuille est sa sœur alors que c'est une vedette de la chanson. Ilyas brosse un portrait tellement séduisant de « sa sœur » que Gerassimos s'en éprend. Ilyas établit une correspondance intime entre sa sœur et Gerassimos, tant et si bien que celui-ci n'aspire plus qu'à partir pour la Grèce afin de convenir du mariage avec sa dulcinée. Pris à son propre piège, Ilyas n'a d'alternative que d'accompagner celui qui va découvrir les supercheries dont il est victime. Ilyas se résout alors à assassiner son bienfaiteur…

## Fiche technique
- Titre : La Photo
- Titre original : Η Φωτογραφία, (I fotografia)
- Réalisation : Nikos Papatakis
- Scénario : Nikos Papatakis
- Dialogues : Nikos Papatakis
- Musique : Christodoulos Halaris
- Photographie : Arnaud Desplechin, Aris Stavrou
- Son : Alexis Pezas
- Montage : Delphine Desfons
- Direction artistique : Nikos Meletopoulos
- Décors : Nikos Meletopoulos
- Costumes : Nikos Meletopoulos
- Pays d'origine :  France,  Grèce
- Tournage :
  - Langue : grec
  - Période prises de vue : début le 29 août 1985
  - Extérieurs : Paris (France), Grèce
- Producteurs : Patrick Grandperret, Nikos Papatakis
- Sociétés de production : Centre du Cinéma Grec, Ikones France
- Sociétés de distribution : Les Acacias Ciné Audience, Argos Films, Les Films du Volcan
- Format : couleur — 35 mm — 1.66:1 — monophonique
- Genre : drame
- Durée : 102↔113 minutes
- Dates de sortie : 
  - Grèce : 1er octobre 1986[1]
  - France : 28 octobre 1987
- Mentions CNC : tous publics, Art et Essai (visa d'exploitation no 60729 délivré le 29 octobre 1987)

## Distribution
- Aris Retsos : Ilyas Apostolou
- Despina Tomazani : Adonis
- Christos Tsangas : Gerassimos
- Christos Valavanidis : Fofi
- Zozo Zarpa : la mère d'Ilyas
- André Wilms

## Distinctions
- Festival du cinéma grec 1986 : Prix du meilleur scénario ; Prix du meilleur film par l'Union panhellénique des critiques de cinéma (PEKK)